# Nek Chand

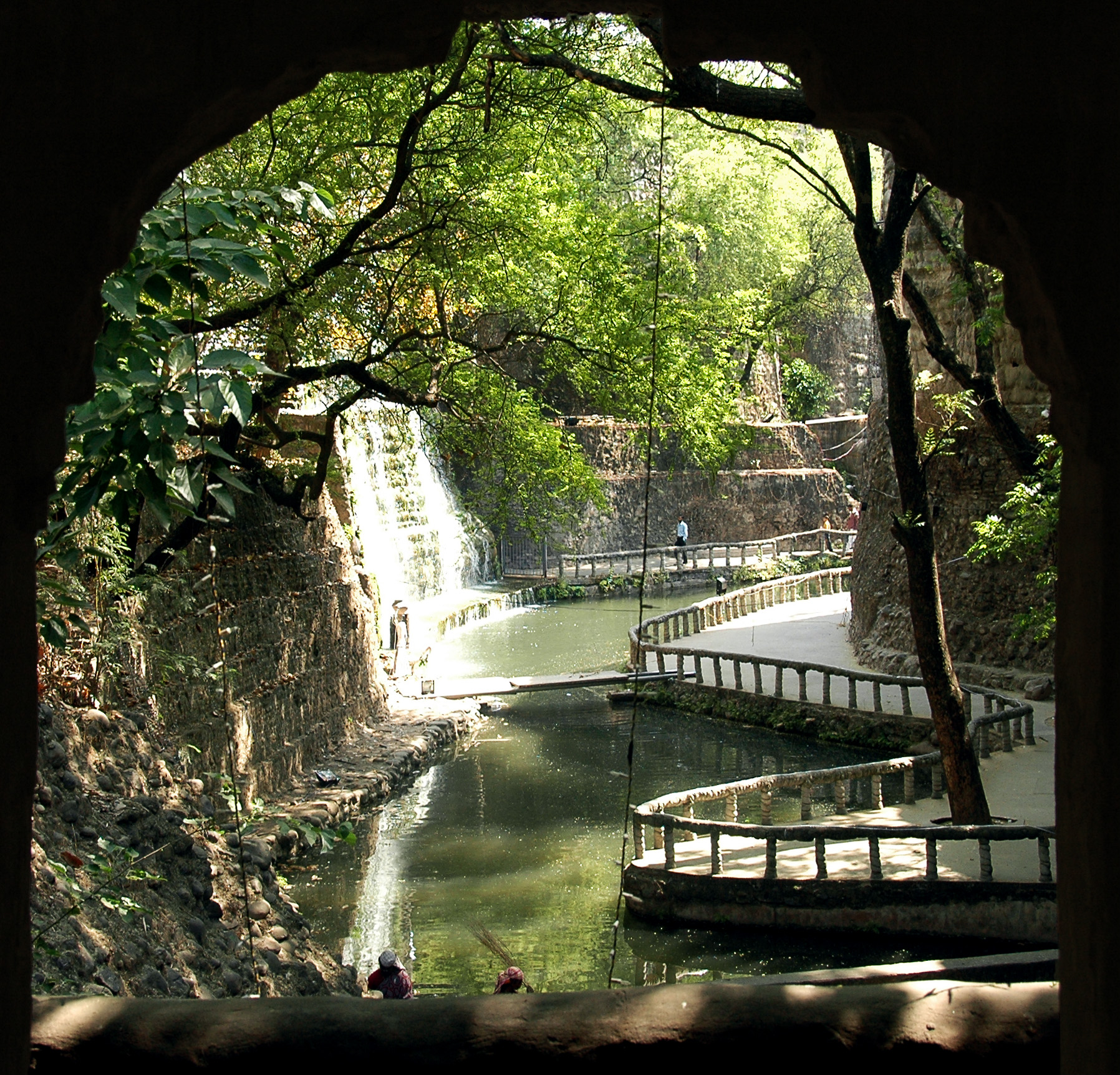
El Rock Garden de Chandigarh.

Nek Chand Saini (1924- Jun 12, 2015) es un artista marginal indio, famoso por construir el Rock Garden de Chandigarh, un conjunto de esculturas, con materiales de desecho, en un parque de 160,000 m² en la ciudad de Chandigarh, India. Su familia se afincó en Chandigarh en 1947, en esa época, la ciudad estaba siendo remodelada como una ciudad utópica de estilo arquitectónico francés por Le Corbusier. Fue la primera ciudad planificada de India y Chand consiguió trabajo como inspector de caminos para el ministerio público en 1951.
Chand fue construyendo los jardines en unos terrenos olvidados de todos que no eran ni de su propiedad. Lo hizo como iniciativa personal transportando los materiales de desecho en la bicicleta. Por fin cuando su obra fue descubierta por las autoridades recibió respaldo oficial pudiendo terminar la obra y abrirla al público.